# Una prostituta al servizio del pubblico e in regola con le leggi dello stato
Una prostituta al servizio del pubblico e in regola con le leggi dello stato è un film del 1970 diretto da Italo Zingarelli.

## Trama
Una donna sfrutta il proprio corpo in modo indipendente. L'ex marito l'aveva obbligata a optare per il lavoro più antico del mondo. Finito il matrimonio di sfruttamento, madre di due figli, Oslavia continua a lavorare finché non incontra François Coly, innamoratosi e intenzionato a sposarla. La protagonista emancipata non si fa ingannare e inizia a indagare sullo spasimante.

## Distribuzione
Il film, che ottenne da parte dell'allora Ministero del Turismo e dello Spettacolo il nulla osta film alla proiezione n. 57328 del 7/12/1970, come previsto dalla legge n. 161 del 21 aprile 1962, venne distribuito nelle sale cinematografiche italiane a partire dal 2 gennaio 1971.

## Riconoscimenti
- 1971 - Grolla d'oro
  - Miglior attrice a Giovanna Ralli